# Atractus ventrimaculatus
Atractus ventrimaculatus är en ormart som beskrevs av Boulenger 1905. Atractus ventrimaculatus ingår i släktet Atractus och familjen snokar. Inga underarter finns listade.
Arten förekommer i Venezuela i delstaterna Merida och Zulia. Honor lägger ägg.